# Мелёшин, Роман Сергеевич
Роман Сергеевич Мелёшин (р.23 июня 1983) — казахстанский борец греко-римского стиля, призёр чемпионатов Азии.

## Биография
Родился в 1983 году в Петропавловске. В 2004 году стал серебряным призёром чемпионата Азии. В 2006 году завоевал золотую медаль Азиатских игр и стал бронзовым призёром чемпионата Азии. В 2007 году занял 5-е место на чемпионате мира. В 2008 году принял участие в Олимпийских играх в Пекине, но там стал лишь 8-м. В 2009 году вновь стал бронзовым призёром чемпионата Азии. На чемпионате мира 2010 года занял 7-е место.